# رابین تورسن
رابین تورسن (انگلیسی: Robin Thorsen؛ زادهٔ ) یک هنرپیشه اهل ایالات متحده آمریکا است. 